# SV Parkhout
SV Parkhout is een Nederlandse amateurvoetbalvereniging uit Nieuwegein. De club is opgericht op 1 juli 2023 en bestaat uit een fusie van SV Geinoord en VSV Vreeswijk.

## Geschiedenis
SV Parkhout komt voort uit de amateurvoetbalverenigingen SV Geinoord en VSV Vreeswijk, voor die tijd beide al actief op Sportpark Parkhout-Zandveld. De verenigingen besloten per ingang van het seizoen 2023/24 de fusie officieel in te laten gaan, waarbij de plannen voortkwamen uit de jaren ervoor. Op 1 maart 2022 werd definitief besloten de fusie te bewerkstelligen. In 2015 waren er ook al eens plannen voor een fusie. De fusie ging gepaard met een verbouwing van Sportpark Parkhout-Zandveld. Daarbij werd tussen de twee voormalige verenigingen een nieuw clubgebouw met zestien kleedkamers, een tribune en kantine gebouwd. Bij de oprichting telde SV Parkhout circa 1400 leden, verdeeld over veld- en zaalvoetbal.

## Logo en tenue
Het logo van SV Parkhout bestaat naast wit uit de kleuren blauw en rood, refererend naar de kleuren van SV Geinoord (rood) en VSV Vreeswijk (blauw). De vereniging speelt in een volledig blauw tenue van het merk Robey.

## Standaardelftal
Het standaardelftal speelt in het seizoen 2023/24 in de Tweede klasse zaterdag van het KNVB-district West-I. Alvorens de fusie speelde het eerste elftal van SV Geinoord in de Tweede klasse zaterdag, waarin zij zich na play-offs wisten te handhaven middels een zevende plek. Vanwege een gebrek aan spelers liet VSV Vreeswijk diens eerste elftal het seizoen voorafgaand aan de fusie niet uitkomen in de Derde klasse zondag.

### 2024–heden (zaterdag)
| \| 5 2B \| |
| 24         |
| 5 2B       |

| Tweede divisie | Derde divisie | Vierde divisie | Eerste klasse |
| Tweede klasse  | Derde klasse  | Vierde klasse  | Vijfde klasse |

JSV Nieuwegein · SV Parkhout